# 韦托 (瑞士)
韦托（法語：Veytaux）是瑞士联邦西部法语区的沃州下设的一个镇。在行政上属于湖滨高地区管辖。维托的总面积为6.76平方公里。截至2010年底，总人口为822。

## 地理
韦托地处莱芒湖东岸的战略要地，境内有著名的希永城堡。